# Durchstanzen

Die flächig wirkende Last L auf der Platte F muss über die Stütze C abgeleitet werden. Bei zu großer Last versagt die Platte in einem kegelstumpfförmigen Schnitt. Die Stütze stanzt durch die Platte.

Als Durchstanzen wird im Bauwesen ein punktförmiges Querkraftversagen einer Stahlbeton- oder Spannbetonplatte bezeichnet. Die Gefahr des Durchstanzens besteht bei Belastung wenn ein schlankes, flächiges Bauteil durch ein Lager mit einem geringen Umkreis (i. d. R. Punktlager) gestützt wird, z. B. bei einer Flachdecke auf einer Stütze, oder im umgekehrten Fall, wenn eine punktförmige Last in eine Platte eingeleitet werden soll, z. B. bei einer Stütze, die auf einem flachen Fundament steht. Dabei versagt die Platte in einem pyramidenstumpf- bzw. kegelstumpfförmigen Schnitt um die Stütze herum. Die Stütze „stanzt durch die Platte durch“. Es kann auch die Gefahr des lokalen, teilweisen Durchstanzens gegeben sein, was vorerst nur ein lokales Versagen ist, z. B. wenn eine Flachdecke auf einem Wandende gelagert ist.

## Versagen und Bemessung

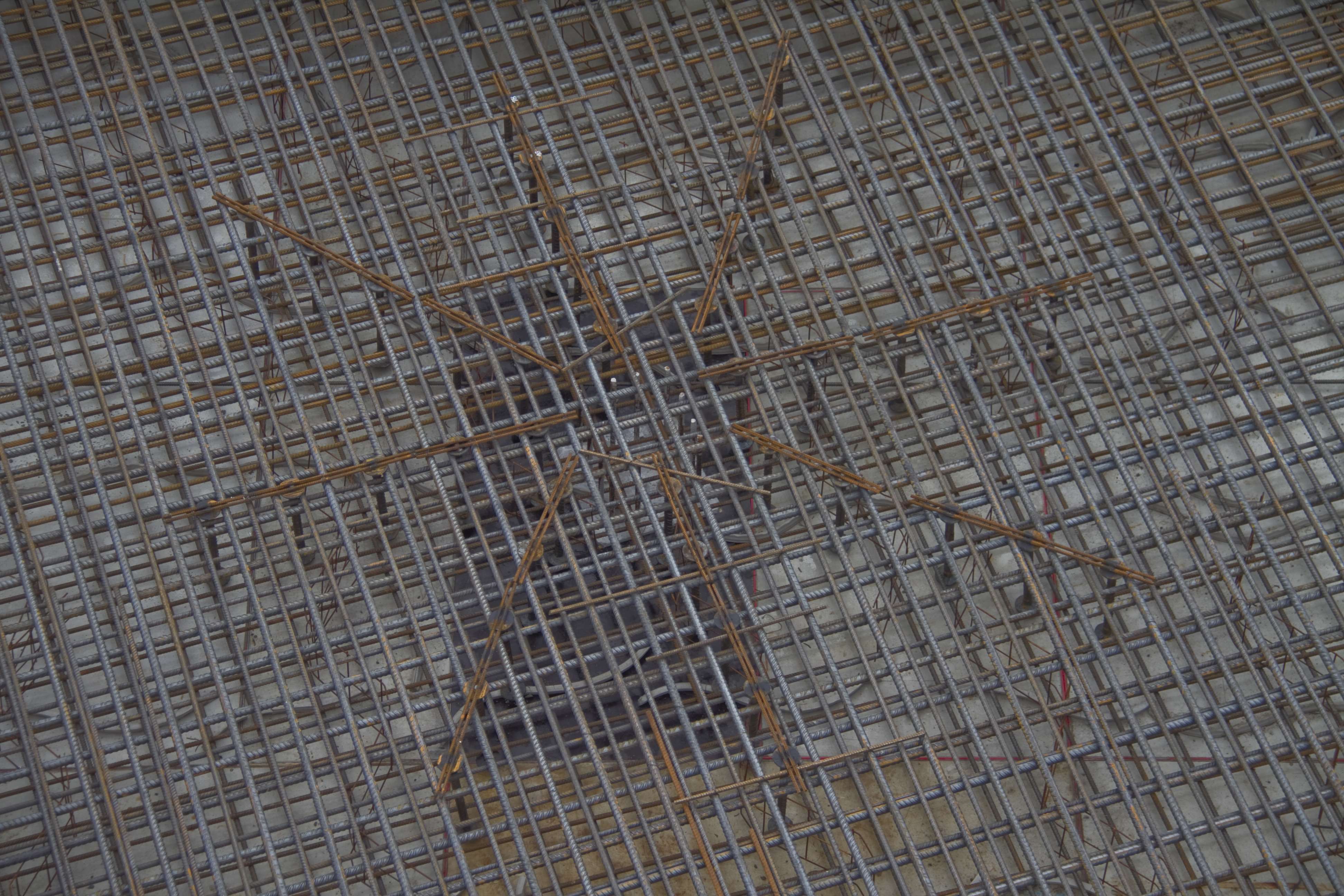
Sternförmig angeordnete Durchstanzbewehrung in einer Deckenbewehrung für den Anschluss der darunterliegenden Stütze

Bei der Einleitung von Punktlasten in eine Platte entstehen in dieser lokal große Schubspannungen. Das Durchstanzen ist deshalb ein Schubspannungsversagen des Betons und muss bei der Bemessung entsprechend berücksichtigt werden. Kann eine geplante Platte die Querkräfte aus der punktförmigen oder linienförmigen Einleitung rechnerisch allein mit der Betontragfähigkeit nicht aufnehmen, wird in der Platte im Bereich des Stützen- oder Wandanschlusses eine Durchstanzbewehrung angeordnet, um eine ausreichende Tragfähigkeit zu ermöglichen. Für diese Bewehrung stehen verschiedene Systeme zur Verfügung. In der europäischen Bemessungsnorm für Stahlbeton DIN EN 1992-1-1 (Eurocode 2) ist der Einsatz von Schubbügeln oder aufgebogenen Längsstäben geregelt. Für spezielle Durchstanzbewehrungen werden nationale Zulassungen oder auch europäische technische Bewertungen (Abkürzung aus dem Englischen: ETA) erstellt. Darin ist auch die jeweils maximale Erhöhung des Durchstanzwiderstandes angegeben. In der deutschen Version der Bemessungsnorm ist für Bügel ein Erhöhungsfaktor von 1,4 genormt. Für Doppelkopfbolzen (Kopfbolzenleisten oder auch Dübelleisten) wird ein Faktor von 1,96 erklärt. Die Filigran-Durchstanzbewehrung, welche sowohl in teilweise vorgefertigten Filigran-Decken als auch in Ortbetondecken zum Einsatz kommt, wird ein Erhöhungsfaktor von 2,1 erklärt.  Die Bemessung und der Nachweis des Durchstanzwiderstandes erfolgt üblicherweise mit Hilfe entsprechender Software der Hersteller. Weitere Möglichkeiten zur Verhinderung eines Durchstanzproblems ist die Änderung der Geometrie des Anschlusses. Durch eine örtliche Verstärkung der Decke oder Aufweitung des Stützenkopfes wird erreicht, dass die Lasten mehr flächig in die Platte eingeleitet werden können und die Querkraftbeanspruchung entsprechend sinkt.
Die Berücksichtigung des Durchstanzens bei der Bemessung einer Stahlbetonplatte ist in Europa im Teil 1-1 des Eurocode 2 geregelt.